# Davenport, Iowa
Davenport är en stad (city) i Scott County i den amerikanska delstaten Iowa med en yta av 168,2 km² och en befolkning, som uppgår till cirka 98 000 invånare (2003). Av befolkningen lever cirka 14 procent under fattigdomsgränsen.
Staden är belägen i den östligaste delen av delstaten vid Mississippifloden och gränsen till Illinois och cirka 250 km öster om residensstaden Des Moines.
Davenport ingår i storstadsområdet Quad Cities med totalt cirka 375 000 invånare.

## Kända personer
- Price Collier, författare
- Bix Beiderbecke, jazzkornettist
- Buffalo Bill, postryttare, jägare, soldat, showman
- Johnny Weissmuller, skådespelare, simmare, OS-guld
- Jack Fleck, golfspelare
- Seth Rollins, fribrottare